# 索洛倫島彎線䲁
索洛倫島彎線䲁（學名：Helcogramma solorensis），為輻鰭魚綱䲁形目三鰭䲁科彎線䲁屬的一個種，是由Fricke於1997年所描述，分布於中西太平洋印尼東努沙登加拉省索洛島海域，為特有種，深度0至10公尺，本魚體型小呈圓柱狀，吻部短，側面鈍，眼眶上有觸鬚，上頜向後延伸至眼前緣下方，上下頜齒細而密, 背鰭硬棘17-19枚、背鰭軟條11-12枚、臀鰭硬棘1枚、臀鰭軟條19-21枚，體長可達3.9公分，棲息在礁石區，雌魚產附著性卵在藻類築的巢，雄魚會守護卵，幼魚為浮游性，生活習性不明。